# Eucalyptus cambageana
Eucalyptus cambageana ist eine Pflanzenart innerhalb der Familie der Myrtengewächse (Myrtaceae). Sie kommt im Zentrum und im Osten von Queensland vor und wird dort „Blackbutt“, „Dawson River Blackbutt“, „Dawson Gum“ oder „Coowarra Box“ genannt.

## Beschreibung

### Erscheinungsbild und Blatt
Eucalyptus cambageana wächst als Baum, der Wuchshöhen von 15 bis 25 Meter und Kronendurchmesser von 5 bis 15 m erreicht. Die Borke verbleibt am unteren Teil des Stammes, ist grau, grau-schwarz oder schwarz und fasrig-stückig mit weißlichen Flecken. Öldrüsen gibt es sowohl in der Borke als auch im Mark der jungen Zweige.
Bei Eucalyptus cambageana liegt Heterophyllie vor. Die Laubblätter sind stets in Blattstiel und -spreite gegliedert.  An jungen und mittelalten Exemplaren ist die Blattspreite bei einer Länge 8 bis 15 cm und einer Breite von 2,5 bis 3,5 cm lanzettlich bis eiförmig, gerade, ganzrandig und matt grau-grün. Die Blattstiele an erwachsenen Exemplaren sind schmal abgeflacht oder kanalförmig. Die auf Ober- und Unterseite gleichfarbig matt grau-grünen Laubblätter an erwachsenen Exemplaren sind bei einer Länge von 10 bis 18 cm und einer Breite von 2 bis 3 cm schmal-lanzettlich oder lanzettlich, sichelförmig gebogen und relativ dick; sie können sich zur Spreitenbasis hin verjüngen oder dort gerundet sein und ihr oberes Ende kann spitz oder stumpf sein. Die erhabenen Seitennerven gehen in einem spitzen Winkel vom Mittelnerv ab. Die Keimblätter (Kotyledone) sind verkehrt nierenförmig.

### Blütenstand und Blüte
Endständig an einem im Querschnitt vierkantigen Blütenstandsschaft stehen in zusammengesetzten Gesamtblütenständen etwa drei- bis siebenblütige Teilblütenstände. Die Blütenknospen sind verkehrt eiförmig oder keulenförmig und nicht blaugrün bemehlt oder bereift. Die Kelchblätter bilden eine Calyptra, die früh abfällt. Die glatte Calyptra ist halbkugelig oder konisch, so lang und so breit wie der glatte Blütenbecher (Hypanthium). Die Blüten sind weiß oder cremeweiß.

### Frucht
Die Frucht ist konisch oder birnenförmig. Der Diskus ist eingedrückt, die Fruchtfächer sind eingeschlossen.

## Vorkommen
Das natürliche Verbreitungsgebiet von Eucalyptus cambageana liegt im Zentrum und im Osten von Queensland.
Eucalyptus cambageana wächst im Buschland und in lichten Wäldern zusammen mit „Brigalow“ (Acacia harpophylla), „Belah“ (Casuarina cristata) und „Wilga“ (Geijera parviflora). Diese lichten Wälder, in denen Eucalyptus cambageana zusammen mit „Brigalow“ dominiert, findet man auf Tonböden, an Wasserläufen und über Sedimentgestein.
Im Zentrum Queenslands gilt das Auftreten von Eucalyptus cambageana als Zeichen für die Versalzung der Böden, die negativen Einfluss auf den Ertrag landwirtschaftlich genutzter Flächen hat.

## Taxonomie
Die Erstbeschreibung von Eucalyptus cambageana erfolgte 1913 durch Joseph Maiden unter dem Titel Notes on Eucalypts (with discriptions of new species) No. 1 in Journal and Proceedings of the Royal Society of New South Wales, Volume 47 (1), S. 91. Das Typusmaterial weist die Beschriftung „Type from Mirtna Station, Charters Towers, Queensland (Miss Zara Clark, January and December 1912.)“ auf. Das Artepitheton cambageana ehrt den australischen Landvermesser und Botaniker Richard Hind Cambage (1859–1928).

## Nutzung
Das Holz von Eucalyptus cambageana ist sehr schwer und wird für Zaunpfähle verwendet. Eucalyptus cambageana wächst zu groß für Privatgärten, wirkt aber durch seine kontrastreiche Borke in öffentlichen Grünanlagen schön.